# Русляков Валентин Олександрович
Валентин Олександрович Русляков (нар. 3 лютого 1972) — український дзюдоїст. Він представляв Україну на літніх Олімпійських іграх 2000 року, змагаючись у важкій ваговій категорії серед чоловіків.

## Досягнення
| Рік  | Турнір           | Місце | Вагова категорія     |
| ---- | ---------------- | ----- | -------------------- |
| 2000 | Чемпіонат Європи | 7-й   | Важка вага (+100 кг) |